# Родріго Муніз
Родріго Муніз (порт. Rodrigo Muniz Carvalho, нар. 24 травня 2001, Сан-Домінгус-ду-Прата) — бразильський футболіст, нападник англійського клубу «Фулгем».
Виступав, зокрема, за клуб «Фламенго».

## Ігрова кар'єра
Народився 24 травня 2001 року в місті Сан-Домінгус-ду-Прата. Вихованець юнацьких команд футбольних клубів «Деспортіво Бразил» та «Фламенго».
У дорослому футболі дебютував 2020 року виступами за команду «Фламенго». 
Протягом 2020 року захищав кольори клубу «Корітіба».
Своєю грою за останню команду знову привернув увагу представників тренерського штабу клубу «Фламенго», до складу якого повернувся 2020 року. Цього разу відіграв за команду з Ріо-де-Жанейро наступний сезон своєї ігрової кар'єри.
Згодом з 2021 по 2023 рік грав у складі команд «Фулгем» та «Мідлсбро».
До складу клубу «Фулгем» приєднався 2023 року. Станом на 16 березня 2024 року відіграв за лондонський клуб 17 матчів в національному чемпіонаті.